# Subotica
Subotica (izvirno srbsko Суботица; madžarsko Szabadka) je mesto v Srbiji, ki je središče istoimenske občine; slednja pa je del Severnobačkega upravnega okraja. Je drugo največje mesto v Vojvodini in tudi eno večjih v Srbiji z okoli 100.000 prebivalci. Med obema svetovnima vojnama je bila Subotica tretje največje mesto v Kraljevini SHS oziroma Jugoslaviji, njeno prebivalstvo pa se je tik po 2. svetovni vojni zaradi množičnega izseljevanja (zlasti bačkih Nemcev in tudi Madžarov) precej zmanjšalo. 
Subotica je po pomembnosti in velikosti drugo vojvodinsko mesto, ki leži na ravnici in je okoli 13 km oddaljeno od meje z Madžarsko na pomembnem poljedelskem področju. Ohranila je zanimivo arhitekturo v središču in starem delu naselja. V starih listinah se kraj prvič omenja leta 1391 pod madžarskim imenom Zabadka. Leta 1527 je bila tu prestolnica kratkotrajne srbske države samooklicanega carja Jovana Nenada. Kraj je doživel razvoj v stoletju kot središče bogatega poljedelskega področja. Z dokončanjem železniške proge leta 1869 pa je Subotica postala center trgovskega in potniškega prometa.
Večje znamenitosti Subotice so: mestna hiša iz začetka 20. stoletja, mestni muzej z bogatimi arheološkimi, etnografskimi in umetniškimi zbirkami, baročna cerkev sv. Tereze, pravoslavna cerkev iz začetka 17. stoletja ter gledališče iz leta 1854.  
V bližini mesta se nahaja letališče Subotica.

## Demografija
V Subotici je ob popisu 2002 živelo 80.722 polnoletnih prebivalcev, pri čemer je bila njihova povprečna starost 39,7 let (37,8 pri moških in 41,4 pri ženskah). Naselje je imelo 37.543 gospodinjstev, pri čemer je bilo povprečno število članov na gospodinjstvo 2,64.
|  | 62715 | 65718 | 74604 | 88302 | 99840 | 99515 | 99283 | 97910 | 88752 |
|  | 1948  | 1953  | 1961  | 1971  | 1981  | 1991  | 2002  | 2011  | 2022  |

Prebivalstvo je večinoma nehomogeno.
| Etnična sestava po popisu iz leta 2002 | Etnična sestava po popisu iz leta 2002 | Etnična sestava po popisu iz leta 2002 | Etnična sestava po popisu iz leta 2002 | Etnična sestava po popisu iz leta 2002 |
| -------------------------------------- | -------------------------------------- | -------------------------------------- | -------------------------------------- | -------------------------------------- |
| Madžari                                | Madžari                                |                                        | 34.983                                 | 34,98%                                 |
| Srbi                                   | Srbi                                   |                                        | 26.242                                 | 26,24%                                 |
| Bunjevci                               | Bunjevci                               |                                        | 10.870                                 | 10,87%                                 |
| Hrvati                                 | Hrvati                                 |                                        | 10.424                                 | 10,42%                                 |
| Jugoslovani                            | Jugoslovani                            |                                        | 6.787                                  | 6,78%                                  |
| Črnogorci                              | Črnogorci                              |                                        | 1.596                                  | 1,59%                                  |
| Romi                                   | Romi                                   |                                        | 1.171                                  | 1,17%                                  |
| Makedonci                              | Makedonci                              |                                        | 409                                    | 0,40%                                  |
| Muslimani                              | Muslimani                              |                                        | 305                                    | 0,30%                                  |
| Albanci                                | Albanci                                |                                        | 204                                    | 0,20%                                  |
| Nemci                                  | Nemci                                  |                                        | 176                                    | 0,17%                                  |
| Slovaki                                | Slovaki                                |                                        | 146                                    | 0,14%                                  |
| Rusini                                 | Rusini                                 |                                        | 144                                    | 0,14%                                  |
| Slovenci                               | Slovenci                               |                                        | 126                                    | 0,12%                                  |
| Bošnjaki                               | Bošnjaki                               |                                        | 91                                     | 0,09%                                  |
| Rusi                                   | Rusi                                   |                                        | 60                                     | 0,06%                                  |
| Goranci                                | Goranci                                |                                        | 54                                     | 0,05%                                  |
| Bolgari                                | Bolgari                                |                                        | 54                                     | 0,05%                                  |
| Romuni                                 | Romuni                                 |                                        | 47                                     | 0,04%                                  |
| Ukrajinci                              | Ukrajinci                              |                                        | 35                                     | 0,03%                                  |
| Čehi                                   | Čehi                                   |                                        | 16                                     | 0,01%                                  |
| Neznano                                | Neznano                                |                                        | 131                                    | 0,13%                                  |